# ロマンティック街道
ロマンティック街道（ロマンティックかいどう、独: Romantische Straße、ロマンチック街道とも）は、ドイツのヴュルツブルクからフュッセンまでの約400kmの街道ルートである。
ドイツでは、「観光街道」（ドイツ語表記では、Ferienstraße - 休暇街道。ドイツでは150以上のこうした観光コースが指定されている）として指定されているものの一つ。ここでの街道とは、そのような1本の道があるというのではなく、ほぼ直線状に連なったドイツの観光名所を地図の上でつなげ、続けて観光するのに便利なように案内した順路のようなものである。ロマンティック街道は街道沿いに点在する中世都市（ローテンブルク、ディンケルスビュールなど）や美しい城（ノイシュヴァンシュタイン城、ハールブルク城など）、宗教建築（ヴュルツブルクのレジデンツやヴィースの教会など）、工芸品（クレーグリンゲンのマリア昇天の祭壇など）が点在し、フランケン・ワインやドナウ川のます料理など観光資源が豊富なルートで、最も人気の高い観光街道の一つである。ロマンティック街道はローテンブルクでやはり人気の観光街道古城街道と交差する。
移動には自転車、バス、マイカーなど多くの異なる可能性がこのルートにはあるが、町々を観光する時間を取りながら運転される定期観光バスも運行されている。一方、鉄道での移動はあまり便利ではない。

## 語源
ロマンチック街道協会公式サイトによれば、「ロマンチック街道という名称は、国内外の旅行者が中世の町や夢の城ノイシュヴァンシュタインを見て感じるもの、すなわち過去に戻ったかのような感覚と魅力を表現している」と説明されている。ここでいう「ロマンチックRomantisch」は「ロマン主義的な」という意味で用いられており、「恋愛物語的な」という通俗的な意味ではない。従ってロマンチック街道を語義通りに訳すと「ロマン主義街道」となる。ロマンチック街道の語源を「ローマへ通じる道」とする説が、『地球の歩き方ヨーロッパ』（1980年版～2001年版）及び『地球の歩き方ドイツ』（1987年版～2005年版）で唱えられ、日本で普及したが、Romantischに「ローマの」という意味はない。

## 成立史
1950年1月10日、アウクスブルクに集ったヴュルツブルク、ローテンブルク、アウクスブルク、フュッセン等の政治家および観光関係者が、「マイン川からアルプスに至るロマンチック街道協働団体」の設立を宣言した。団体の代表には、アウクスブルク観光局の代表ルートヴィヒ・ヴェゲレ (Dr. Ludwig Wegele)が就任し、同市に事務局が置かれた。同年6月19日には、街道沿いの町々を結ぶ路線バスが運行を開始した。

## ルート
ルートは、基本的にはバイエルン州西端を、北から南へと連なるルートである。ただし正確には一部州境を越え、隣接するバーデン・ヴュルテンベルク州も通過する。
ヴュルツブルク
6世紀にはすでにフランク人の城があった古い街。8世紀にヴュルツブルクの司教区が置かれ、以後司教の町として栄えた。18世紀に建設された領主司教の宮殿レジデンツはバロック様式の豪奢な建築物として名高い。建築はバルタザール・ノイマン、画家ジョヴァンニ・バッティスタ・ティエポロの天井画も見事である。この司教館はユネスコの世界遺産にも登録されている。また両側に石像が建ち並ぶ旧マイン橋からはマリーエンベルク城が華麗なたたずまいを見せている。街道はしばらくマイン川に沿って進む。
タウバービショフスハイム
この付近一帯はフランケン・ワインの産地となっており、ブドウ畑の丘陵地が続く。ジークフリート街道もこの町を経由している。
ラウダ＝ケーニヒスホーフェン 
バート・メルゲントハイム
ドイツ騎士団により16世紀に築かれた城を中心とした町。
ヴァイカースハイム
ホーエンローエ侯の居城が遺る町。居城はフランス式庭園と相まって伸びやかで明るい風情を感じさせる。
レッティンゲン
クレーグリンゲン
町の外れのヘルフゴット教会に、リーメンシュナイダーの最高傑作と言われる木彫りの『マリア昇天の祭壇』が置かれており、美術愛好家の目を楽しませている。
ローテンブルク・オプ・デア・タウバー
「ロマンティック街道の宝石」と謳われる中世の町並みがそのまま遺る美しい町。右の写真正面の市参事会宴会場の壁面にある仕掛け時計は当地の大酒飲みで町を救ったマイスター・トルンクの故事を伝えるもの。周囲はタウバー渓谷と呼ばれる緑豊かなのどかな渓谷となっている。
ロマンティック街道はこの街で古城街道と交差する。
シリングスフュルスト
フォイヒトヴァンゲン
9世紀に設立された修道院を中心に発展し、かつてはフランケン地方の中心都市の一つであったが、現在ではひっそりとした町となっている。
ディンケルスビュール
この町も中世都市が無傷で遺された町である。ローテンブルクに比べ小規模であるが、そのため一層、中世の面影は色濃いと言われている。毎年7月中旬に行われるキンダーツェッヒェの祭りでも知られる。この祭りは三十年戦争の時に子供達が敵将に町を救ってくれるように懇願し、赦されたという故事に基づいて行われる子供達が主役の祭りである。
ヴァラーシュタイン
丘の上にヴァラーシュタイン城がそびえる町。付近一帯は1500万年前に隕石の衝突によって形成されたと言われるリース盆地と呼ばれる盆地である
ネルトリンゲン
この町もまた中世の面影をとどめる町である。中世の環状の市壁がほぼ完全に保存されており、中世の生活を研究する歴史学者にとって重要な町となっている。
ハールブルク
ヴェルニッツ川を臨む丘の上に建つハールブルク城は難攻不落の城として知られる名城である。現在は城内は博物館になっており騎士文化の一端に触れることができる。
ドナウヴェルト
ヴェルニッツ川がドナウ川に合流する地点の漁村から発展し、後に交易都市となった町。
アウクスブルク
紀元15年にローマ人によって建設された記録を持つドイツ最古の都市であり、ロマンティック街道の中心的都市である。中世では金融ネットワークの中心都市として「黄金のアウクスブルク」と讃えられた。市庁舎は1615年に建設されたドイツ・ルネッサンス期最大の建築とされる。市内には金融で財を蓄えたフッガー家が貧民救済のために1519年に建設した現存する世界最古の福祉施設フッガーライが遺されている。
フリートベルク
ランツベルク
ホーエンフルヒ
ショーンガウ
ショーンガウの辺りから、かなたにアルプス山脈が見えるようになる。
パイティンク
ロッテンブーフ
ヴィルトシュタイク
シュタインガーデン
ヴィルトシュタイク、シュタインガーデンのやや南にヴィースの巡礼教会がある。世界遺産にも登録されているこの教会は1746年に建設が開始され、57年に完成した。バイエルン地方のロココ芸術の完成者とされるドミニコ・ツィンマーマンの設計による可憐な建造物であり、その天井画は天から降ってきた宝石とまで讃えられる。
ハルプレヒ
シュヴァンガウ
ルートヴィヒ2世の故地であり、ホーヘンシュヴァンガウ城、ノイシュヴァンシュタイン城という2つの城で有名。ロマンティック街道の中でも特に観光客に人気の高い場所である。
フュッセン
ロマンティック街道の終着点。道はこの後アルプスを越えてローマへと続く。
町の高台の城はアウクスブルク大司教の離宮である。シュタインガーデンからフュッセンの行程はドイツ・アルペン街道とも共通の行程である。